# Laurens Louis Spengler
Laurens Louis Spengler (Landgoed Overhage te Cuijk, 8 december 1775 - Ressen, 27 juni 1842) was een Nederlands marineofficier en de eerste burgemeester (maire) van Bemmel.

## Privé
Laurens Louis werd geboren als de vierde zoon van Laurens Spengler (Zaltbommel 1741 - Cuijk 1811), Heer van Overhage, Schout bij nacht bij de Admiraliteit van Amsterdam, en Anna Geertruida Hummel.
Hij was een jongere broer van Wilhelm August Spengler en Johan Cox Spengler. In 1799 trouwde Laurens Louis te Nijmegen met Catharina Jacoba du Rieu, zij kregen negen kinderen. Het gezin vestigde zich op kasteel De Kinkelenburg te Bemmel, dat eind 1798 door Catharina Jacoba van Leendert Willem de Fockert was gekocht. Wegens afbetalingsproblemen werd het kasteel in 1815 in eigendom overgedragen aan Pieter Christiaan Willem Mossel. Spengler bleef er wonen tot medio 1818, waarna hij naar Nijmegen en in 1828 terug naar Cuijk verhuisde.
Hij verhuisde in 1830 naar Ressen, huis Stadwijk waar hij in juni 1842 overleed.

## Loopbaan
Hij koos net als zijn vader voor een loopbaan bij de Amsterdamse Admiraliteit. In 1793 werd hij benoemd tot luitenant-ter-zee. Echter, in hetzelfde jaar begon Nederland snel te veranderen: de Fransen vielen binnen, de Patriotten verdreven de Prins Willem V van Oranje, de Bataafse Republiek werd uitgeroepen en in feite werd Nederland in 1795 een vazalstaat van Frankrijk. De admiraliteiten werden samengevoegd in wat toen de Bataafse Marine heette. De meeste officieren van de marine waren echter Prinsgezind, sommigen weken daarom uit naar Engeland. In augustus 1799 gaf de vloot zich over aan de Engelsen (het Vlieter-incident), enkele fregatten werden daarop naar Engeland overgebracht, Laurens Louis kreeg de opdracht om het fregat Heldin over te brengen. Hij heeft in 1800-1801 in Engeland (Prinseneskader te Yarmouth) ook het commando op het Nederlandse fregat Galathé gehad. De rest van de Franse tijd was hij niet als marineofficier actief. 
In augustus 1814 was Laurens Louis als kapitein-luitenant-ter-zee bij de officieren die geplaatst werden bij de nieuwe Koninklijke Zeemacht. Zijn nieuwe schip werd de brik Zr.Ms. Irene (ex HMS Grasshopper). Zijn belangrijkste reis met dit schip was in een eskader van Vice-admiraal Aegidius van Braam naar Paramaribo om de Suriname weer in bezit over te nemen van de Engelsen. Ook zijn oudste broer Wilhelm August met zijn gezin voer mee en zou zijn verdere leven in de West doorbrengen. Vervolgens maakte Laurens Louis een reis naar de Middellandse Zee, naar Algiers en Smyrna (Izmir). 
In april 1817 werd hij bevorderd tot Kapitein ter zee, zijn volgende commando was van juli 1817 tot april 1818 op het linieschip Zr.Ms. Willem de Eerste, dat vlaggenschip was van het Middellandse Zee-eskader onder Vice-admiraal Aegidius van Braam. Vervolgens kreeg hij opdracht om het volgende vlaggenschip, linieschip Zr.Ms. Wassenaar, gereed te maken voor deze taak. Hij vertrok in februari 1820 naar de Middellandse Zee en bleef daar tot augustus 1824. De commandant van het eskader was in die periode Schout bij nacht H.A. Ruijsch. 
Zijn volgende opdracht was in 1826 om een 'Expeditionaire Afdeling' van ongeveer 3000 soldaten over te brengen naar Nederlands-Indië, voor de Java-oorlog die toen woedde. Hiervoor werd ook weer Zr.Ms. Wassenaar ingezet, tezamen met Zr.Ms. Waterloo (Kapitein A. van Daalen) en Zr.Ms. Zeeuw (kapitein E. Lucas). De Wassenaar en de Waterloo zouden ongeveer 660 soldaten (een bataljon) aan boord krijgen, de Zeeuw twee bataljons. Het overige werd door een aantal gehuurde koopvaardijschepen overgebracht. De Zeeuw vertrok op 5 januari 1827 vanuit Vlissingen, de Waterloo en de Wassenaar moesten op de rede van Texel wachten op gunstige wind. Op 12 januari voeren beide schepen uit, maar op 13-14 januari sloeg het weer om in een zware NW storm. 
Beide schepen verloren hun masten nadat de stagen waren afgebroken, de Waterloo dreef af tot bij Borkum en kon op de Eems ten anker gaan; na herstel kon het schip de reis voortzetten en bereikte Semarang in augustus. De Wassenaar daarentegen liep aan de grond ter hoogte van Schoorl: door grote inspanning van met name vissers en van loodsen van Texel konden alle opvarenden van boord worden gehaald, alleen bij de eerste pogingen om vanaf het schip de wal te bereiken bleken uiteindelijk 23 slachtoffers te zijn gevallen. De opvarenden werden met andere schepen alsnog naar Nederlands-Indië overgebracht.
Kapitein Laurens Louis Spengler werd op 27 maart 1827 door een hoge krijgsraad vrijgesproken van alle schuld.  
Laurens Louis kreeg van 1830 tot 1835 het bevel over het fregat Zr.Ms. Minerva dat als wachtschip (tevens schip van de wacht) te Vlissingen fungeerde. In 1838 werd hij tot Schout bij nacht gepromoveerd en kort daarna gepensioneerd. 

## Burgemeester (maire) van Bemmel
Bij de inlijving door Frankrijk in 1810 werd de Franse bestuursstructuur doorgevoerd, de gemeenten kregen een benoemde burgemeester (maire). Laurens Louis aanvaardde de benoeming als maire van Bemmel; De Kinkelenburg fungeerde toen als mairie (gemeentehuis). Na de omwenteling van eind 1813 droeg hij deze functie in augustus 1814 over aan zijn interim-opvolger, de landbouwer Arnold Derk Smits, in 1817 werd Jacob Frans de Ranitz de nieuwe burgemeester, die tot dat moment de maire van Lent was geweest. Vader Laurens aanvaardde ook een dergelijke benoeming in Cuijk en Sint Agatha, maar overleed in 1811.

## Zieook
- Lijst van burgemeesters van Bemmel